# Aducina gama
Aducina gama é uma proteína que em humanos é codificada pelo gene ADD3.